# Борщі (селище)
Борщí — селище в Україні, у Куяльницькій сільській громаді Подільського району Одеської області. Населення — 527 осіб.

## Історія
12 червня 2020 року, відповідно до Розпорядження Кабінету Міністрів України від № 724-р «Про визначення адміністративних центрів та затвердження територій територіальних громад Одеської області», увійшло до складу Куяльницької сільської територіальної громади.
19 липня 2020 року, в результаті адміністративно-територіальної реформи і ліквідації Подільського району (1923-2020), селище увійшло до складу новоутвореного Подільського району Одеської області.

## Населення
За переписом УРСР 1989 року чисельність наявного населення селища становила 598 осіб, з яких 255 чоловіків та 343 жінки.
За переписом населення України 2001 року в селищі мешкало 507 осіб.

### Мова
Розподіл населення за рідною мовою за даними перепису 2001 року:
| Мова       | Відсоток |
| ---------- | -------- |
| українська | 90,89 %  |
| російська  | 5,12 %   |
| молдовська | 3,61 %   |
| болгарська | 0,19 %   |